# مينورو تاناكا
مينورو تاناكا (باليابانية: 田中実) هو ممثل ياباني، ولد في 27 أكتوبر 1966 في اليابان، وتوفي في 25 أبريل 2011 بأوتا في اليابان بسبب شنق.

## الأعمال

### مسلسلات
| السنة | العنوان | الدور           |
| ----- | ------- | --------------- |
| 2010  | أمي     | كينسوكي فوجيوشي |

### الدبلجة اليابانية
| العنوان           | الدور           |
| ----------------- | --------------- |
| آلي مكبيل         | رايموند ميلبيري |
| العدو على الأبواب | المفوض دانيلوف  |
| ستارشيب تروبرز    | جوني ريكو       |
| عطر الصيف         | يو مين وو       |
| ضوء الشمس         | روبرت كابا      |

## روابط خارجية
- مينورو تاناكا على موقع IMDb (الإنجليزية)
- مينورو تاناكا على موقع أول موفي (الإنجليزية)
- مينورو تاناكا على موقع قاعدة بيانات الأفلام السويدية (السويدية)